# Многоножки
Многоножките (Myriapoda) са подтип сухоземни членестоноги включващ стоножките и техни родствени групи. Включва около 12 000 описани съвременни вида, от които в България са установени около 240 вида и 23 подвида.

## Външен вид
Тялото е съставено от глава и сегментирано туловище. Тялото обикновено е силно издължено и с дължина от 1÷2 mm (Pauropoda) до около 30 cm при най-големите стоножки и диплоподи. Изкопаемите диплоподи от род Arthropleura са достигали дължина 2,5 метра, което ги прави най-едрите сухоземни безгръбначни живели някога на Земята.
Главата има чифт обикновено къси антенки. Очи липсват при всички Pauropoda и Symphyla. Стоножките и диплоподите обикновено имат чифт очни полета представляващи групички от няколко прости очи, но много почвени и пещерни видове нямат очи. Само Scutigeromorpha (напр. Къщна стоножка) имат сложни очи съставени от множество оматиди.
Туловището е съставено от множество еднородни сегменти. Примитивният сегмент носи по една двойка крака, но при Diplopoda сегментите (освен първите 3-4) са слети по два, образувайки сложен сегмент (т.нар. „диплосомит“) с две двойки крачета. При останалите 3 класа многоножки, сегментите са запазили примитивното състояние с по една двойка крачета. Броят на чифтовете крачета варира от 3 при младите пауроподи, до няколкостотин при Diplopoda (375 чифта при Illacme plenipes). При повечето видове броят на сегментите (и съответно крачетата) нараства с растежа при линеенето (анаморфно развитие), но при стоножките от разредите Scolopendromorpha и Geophilomorpha броят сегменти се запазва един и същ през целия им живот (епиморфно развитие).

## Анатомия
Многоножките имат трахейна дихателна система – въздухът навлиза в тялото през отвори на телесната обвивка (дихалца) и се разнася от мрежа от разклоняващи се трахеи.
Отделителната им система се състои от малпигиеви тръбички.

## Разпространение
Многоножките са разпространени из целия свят, но най-голямо видово разнообразие има в тропиците.

## Екология
Многоножките са активни предимно нощем. Повечето се хранят с детрит, но стоножките са хищни.

## Систематика
Многоножките са разделени в 4 класа:
| Клас      | Българско название | Видове в света | Видове в България |
| --------- | ------------------ | -------------- | ----------------- |
| Diplopoda |                    | 7 753          | 117               |
| Chilopoda | Стоножки           | 3 100          | 103               |
| Pauropoda |                    | 835            | 18                |
| Symphyla  |                    | 197            | 2                 |

Монофилията на класовете е убедително установена, но няма консенсус за статута на Myriapoda като цяло, най-вече по отношение на положението на Chilopoda спрямо останалите групи. Групата Dignatha (Pauropoda + Diplopoda) обикновено се счита за монофилетична, както и Progoneata (Dignatha + Symphyla):
|          | Symphyla                                                |
|          |                                                         |
| Dignatha | \| \| Pauropoda \| \| \| \| \| \| Diplopoda \| \| \| \| |
|          | \| \| Pauropoda \| \| \| \| \| \| Diplopoda \| \| \| \| |
|          | Pauropoda                                               |
|          |                                                         |
|          | Diplopoda                                               |
|          |                                                         |

|  | Pauropoda |
|  |           |
|  | Diplopoda |
|  |           |

|          | Symphyla                                                |
|          |                                                         |
| Dignatha | \| \| Pauropoda \| \| \| \| \| \| Diplopoda \| \| \| \| |
|          | \| \| Pauropoda \| \| \| \| \| \| Diplopoda \| \| \| \| |
|          | Pauropoda                                               |
|          |                                                         |
|          | Diplopoda                                               |
|          |                                                         |

|  | Pauropoda |
|  |           |
|  | Diplopoda |
|  |           |